# Pont de Bir-Hakeim
De Pont de Bir-Hakeim is een brug over de rivier de Seine in de Franse hoofdstad Parijs, gebouwd tussen 1903 en 1905. De brug verbindt het 15e arrondissement aan de zuidzijde van de Seine met het 16e arrondissement aan de noordoever. De brug is gelegen tussen de Pont d'Iéna in het noorden en de Pont de Rouelle in het zuiden. In het midden van de Seine staat de Pont de Bir-Hakeim in verbinding met het noordelijke puntje van het Île aux Cygnes.
De stalen brug is de tweede brug die op deze locatie is gebouwd. De eerste brug was gebouwd in 1878, maar is in de jaren 1903 - 1905 vervangen door de huidige boogbrug die een afstand overbrugt van 237 meter. De brug bestaat uit twee verdiepingen en is ontworpen door Jean Camille Formigé en Louis Biette. De onderste verdieping is geschikt voor autoverkeer en voetgangers. Op de bovenste verdieping is een spoor aangelegd waar de Parijse metrolijn 6 gebruik van maakt. De spoorlijn wordt ondersteund door metalen pilaren, die enkel boven het Île aux Cygnes wordt afgewisseld met een stenen boog. Deze boog is gedecoreerd met vier beelden: La Science en Le Travail van Jules Coutan en de beelden L'Électricité en Le Commerce van Jean-Antoine Injalbert.
Oorspronkelijk heette de brug Viaduc de Passy, naar de oorspronkelijke naam van het 16e arrondissement. In 1948 is de brug hernoemd naar Pont de Bir-Hakeim, naar de Slag bij Bir-Hakeim tijdens de Tweede Wereldoorlog. Bij deze slag vochten de Vrije Fransen in de Libische woestijn om een oase tegen het Afrikakorps van de Duitse veldmaarschalk Erwin Rommel.
Er zijn diverse films op of bij de brug gedraaid, waaronder: Zazie dans le métro, Last Tango in Paris, Peur sur la ville en Inception.

## Galerij

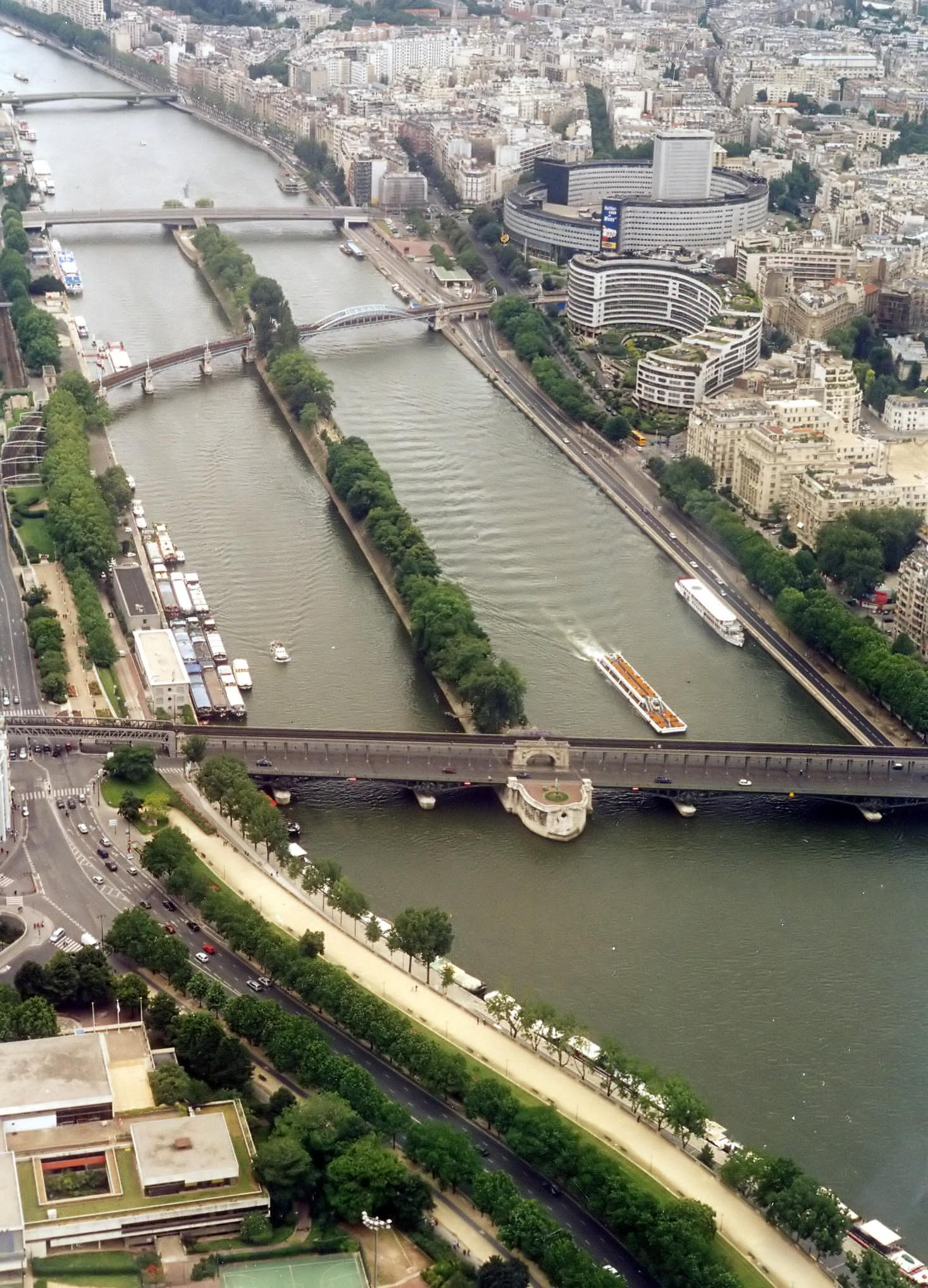
De voorste brug is de Pont de Bir-Hakeim. Gezien vanaf de Eiffeltoren
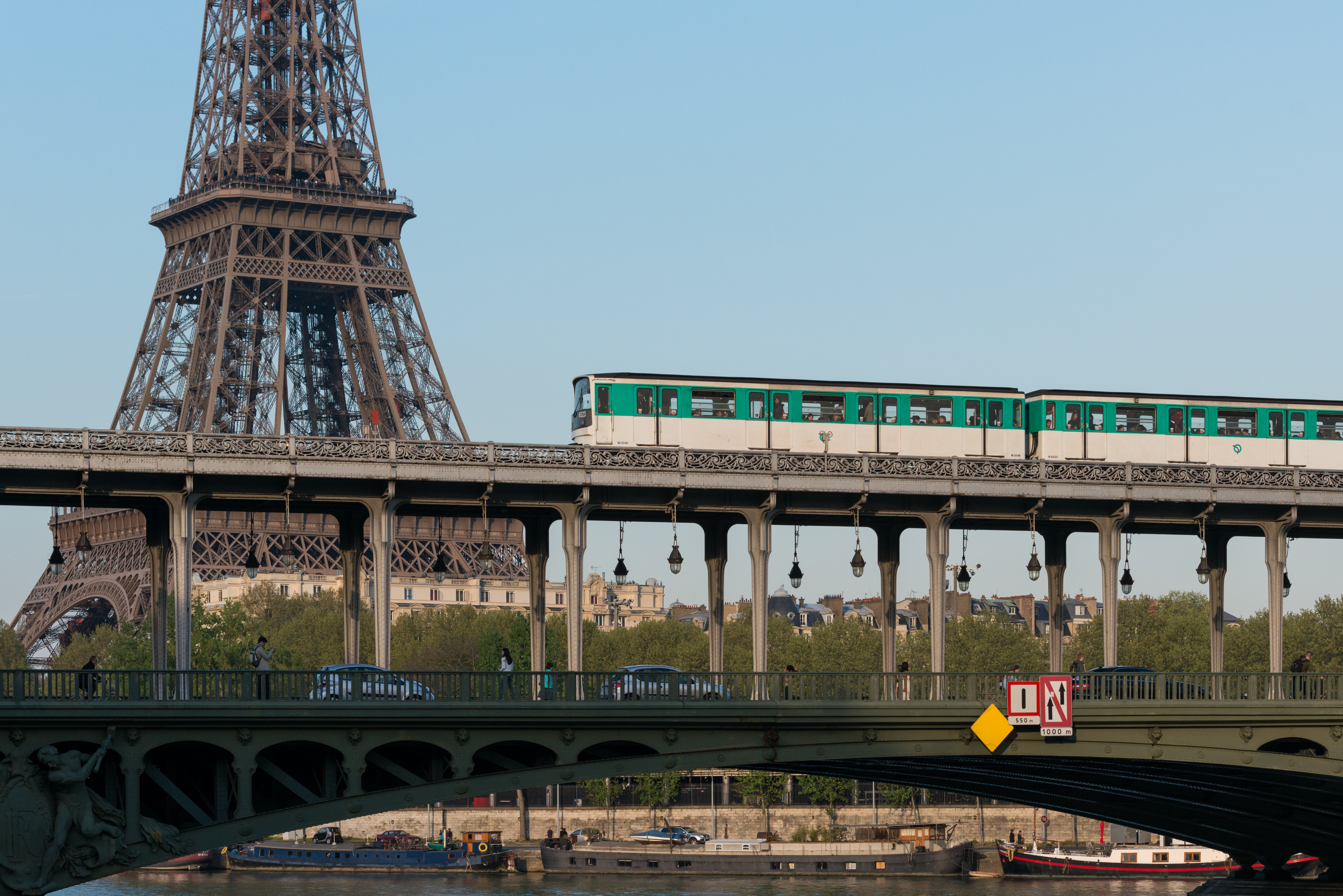
Brug met metro en de Eiffeltoren
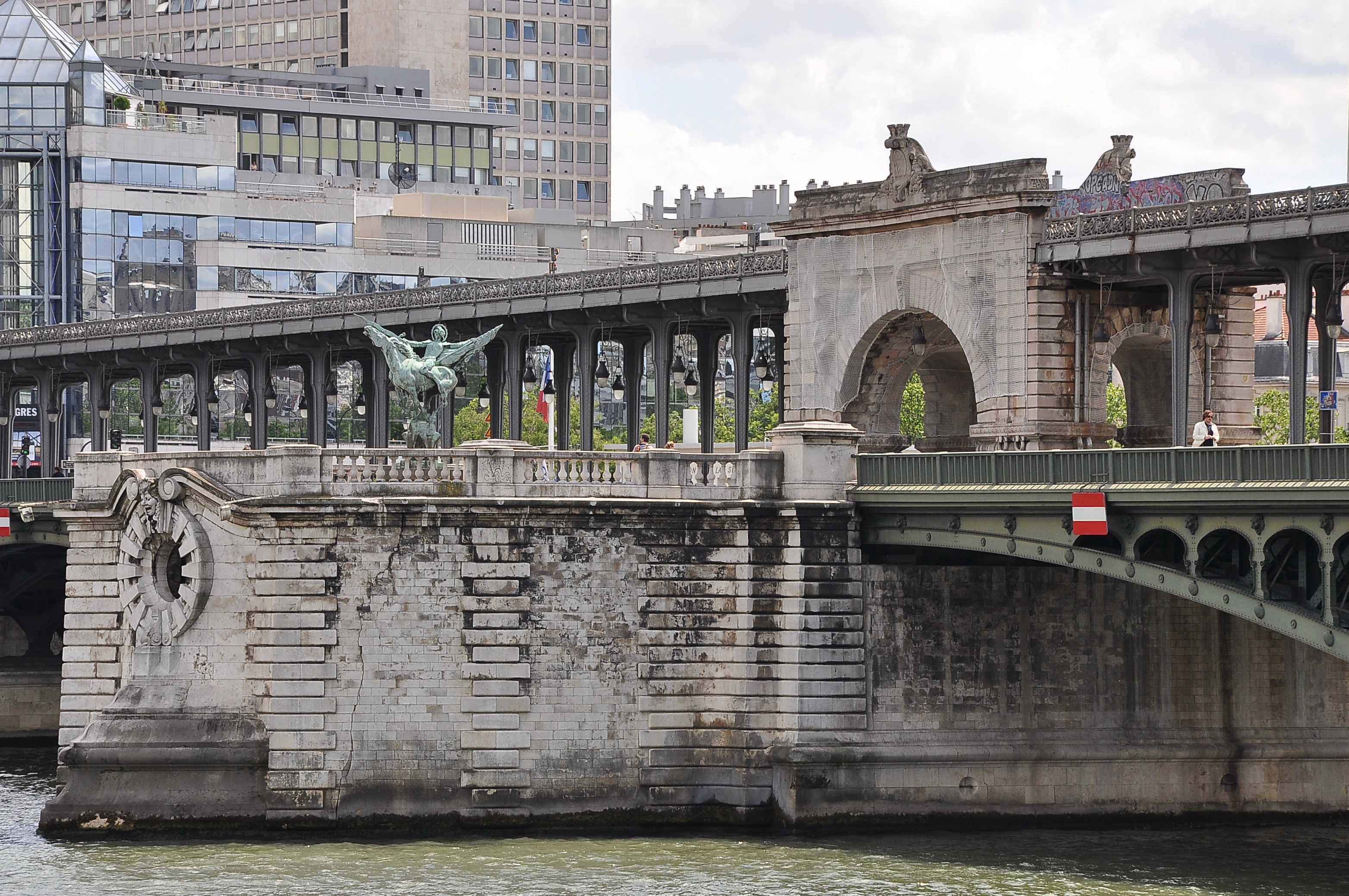
Beelden midden op de brug
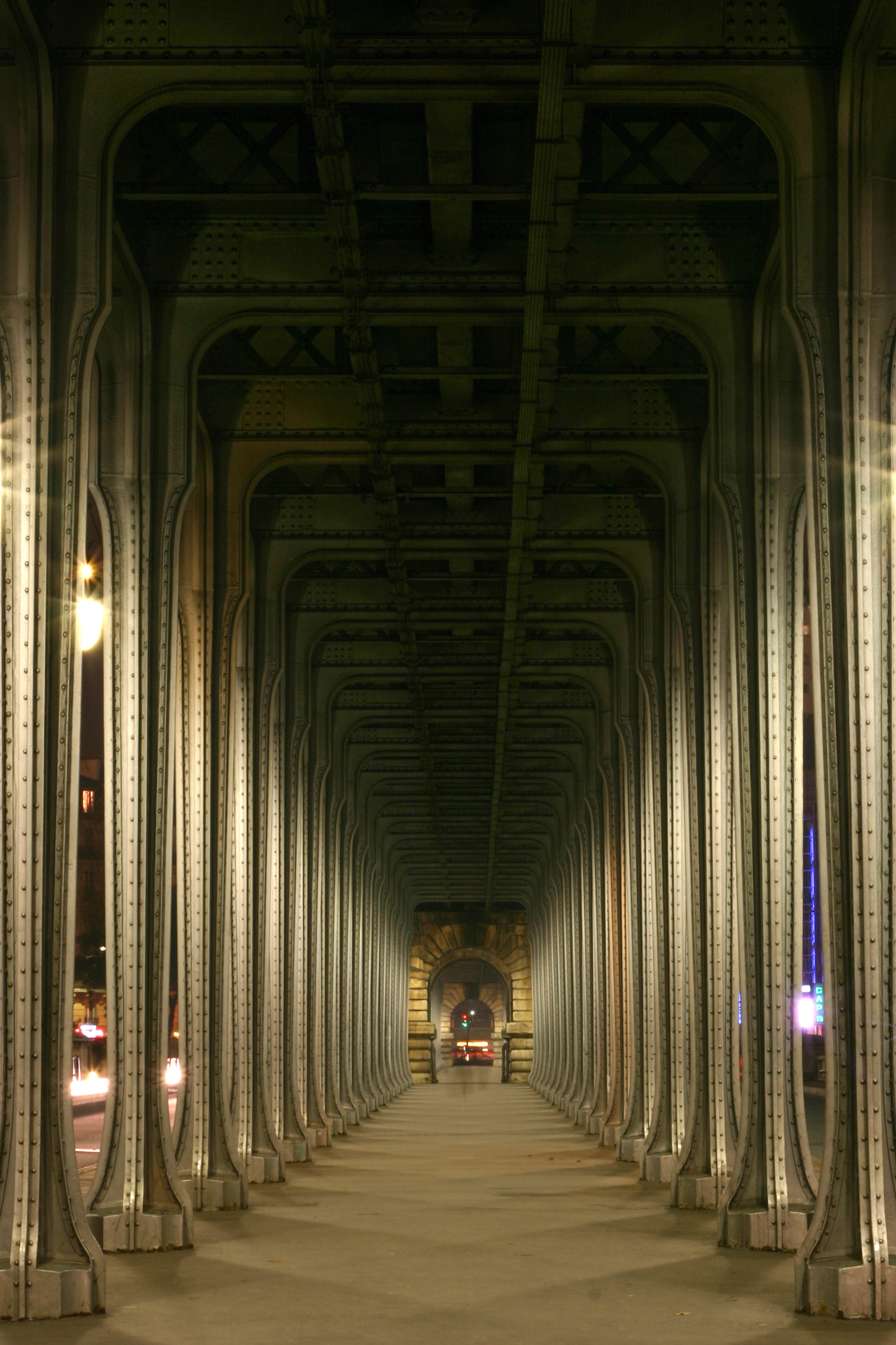
Onder de metrolijn
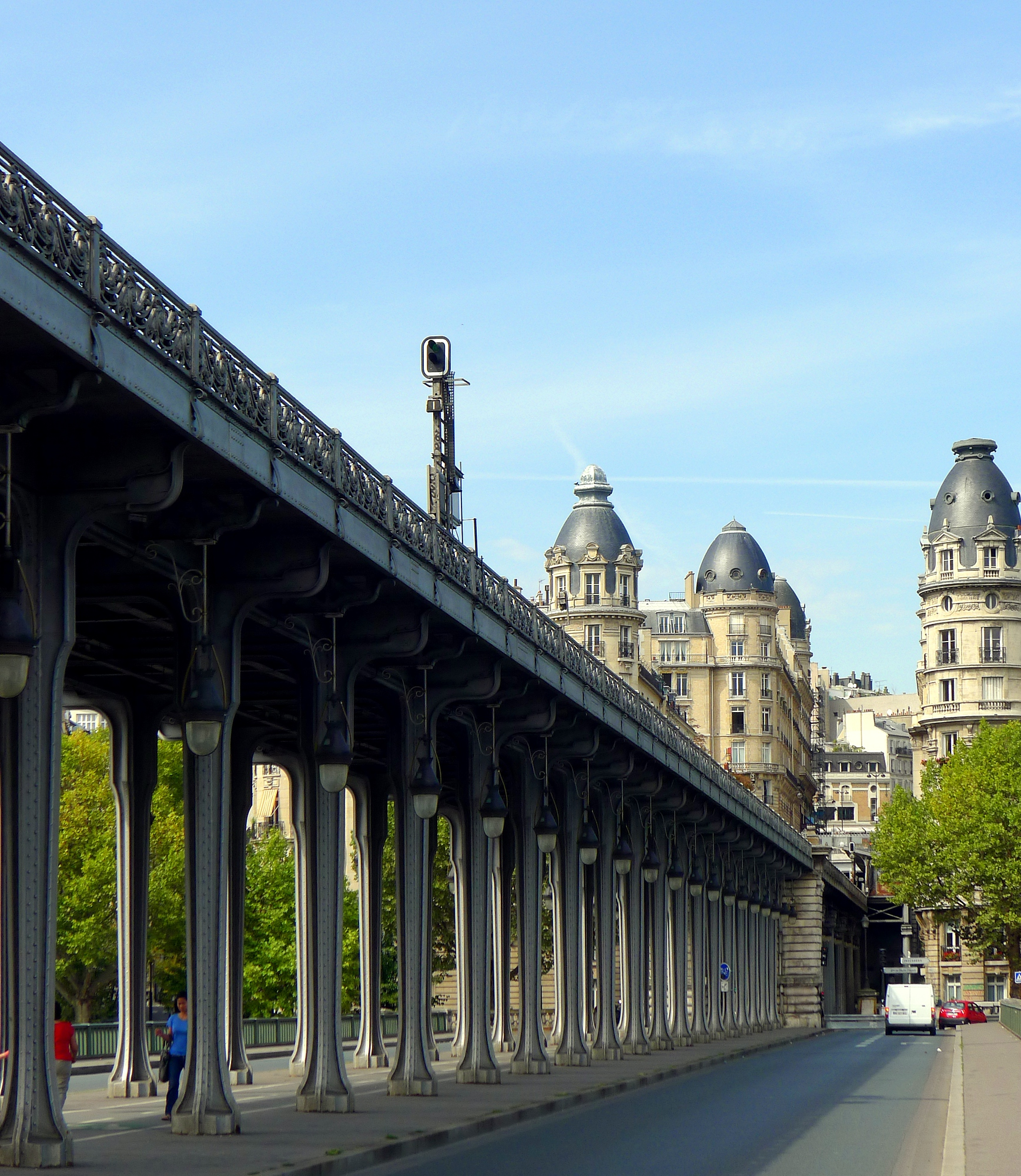
Metrolijn

Pont Amont ·
Pont Alexandre-III ·
Pont de l'Alma ·
Pont de l'Archevêché ·
Pont d'Arcole ·
Pont des Arts ·
Pont d'Austerlitz ·
Viaduc d'Austerlitz ·
Pont Aval ·
Pont de Bercy ·
Pont de Bir-Hakeim ·
Pont du Carrousel ·
Pont au Change ·
Pont Charles-de-Gaulle ·
Pont de la Concorde ·
Passerelle Debilly ·
Pont au Double ·
Pont du Garigliano ·
Pont de Grenelle ·
Pont d'Iéna ·
Pont des Invalides ·
Passerelle Léopold-Sédar-Senghor ·
Pont Louis-Philippe ·
Pont Marie ·
Pont Mirabeau ·
Pont National ·
Pont Neuf ·
Pont Notre-Dame ·
Petit-Pont ·
Pont Rouelle ·
Pont Royal ·
Pont Saint-Louis ·
Pont Saint-Michel ·
Passerelle Simone-de-Beauvoir ·
Pont de Sully ·
Pont de Tolbiac ·
Pont de la Tournelle
Zie ook: Bruggen in Parijs · Lijst van bezienswaardigheden in Parijs · Seine · Rive Gauche · Rive Droite